# Jürgen Ewel
Jürgen Ewel, född 21 januari 1950 Hoyerswerda i dåvarande DDR, är en svensk målare, skulptör och keramiker.
Ewel kom till Sverige 1976 och är autodidakt. Han målar landskap i tempera, olja och akvarell men arbetar också med affischer, mosaik, masker och skulptur i olika material. 
Ewel har medverkat vid ett antal samlingsutställningar såväl i Sverige som i Tyskland, Lettland och Frankrike. Han finns bland annat representerad vid Museum of Foreign Arts i Riga och Borgholms kommun.  
Ewel tillhör gruppen Åkerbokonstnärerna.